# Dictyopheltes robustus
Dictyopheltes robustus là một loài tò vò trong họ Ichneumonidae.